# Renegade (album HammerFall)
Renegade è il terzo album della band heavy metal svedese HammerFall pubblicato dalla Nuclear Blast nel 2000.

## Il disco
Pubblicato nel 2000 per l'etichetta Nuclear Blast, il disco si rivela un passo falso per la band scandinava, sebbene comprendente brani validi. Tenuto in scarsa considerazione dai fan per la produzione troppo vicina al power metal più melodico (c'è una marcata vicinanza con i suoni dei dischi degli Stratovarius), l'album riesce ugualmente a vendere un buon numero di copie grazie soprattutto ai singoli Renegade e Always Will Be.

## Tracce
1. Templars of Steel - 5:25 - (Dronjak/Cans)
2. Keep the Flame Burning - 4:28 - (Dronjak/Cans/Strömblad)
3. Renegade - 4:20 - (Dronjak/Cans/Strömblad)
4. Living in Victory - 4:42 - (Dronjak/Cans/Strömblad)
5. Always Will Be - 4:49 - (Dronjak)
6. The Way of the Warrior - 4:10 - (Dronjak/Cans/Strömblad)
7. Destined for Glory - 5:10 - (Dronjak/Cans)
8. The Champion - 4:57 - (Dronjak/Cans/Strömblad)
9. Raise the Hammer - 3:22 - (Dronjak/Elmgren)
10. A Legend Reborn - 5:11 - (Dronjak/Cans)

## Formazione
- Joacim Cans - voce
- Oscar Dronjak - chitarra
- Stefan Elmgren - chitarra
- Magnus Rosén - basso
- Anders Johansson - batteria